# Трегуб Леонід Іванович
Леонід Іванович Трегуб (лит. Leonidas Tregubas; 1940, УРСР) — голова Асоціації прибалтійських українців м. Клайпеда, член ради національних громад.

## Життєпис
Народився у 1940 році на Слобожанщині. 
Є одним із засновників Литовської української громади (у 1989 році). У даний час є головою Асоціації прибалтійських українців м. Клайпеда, яка займається культурно-просвітницькою діяльністю.
Разом з українською громадою Клайпеди звернувся до міського муніципалітету, Союзу політичних в'язнів та депортованих людей, щоб відкрити меморіальну дошку вшанування жертв Голодомору, на що отримано дозвіл.

## Нагороди
- Хрест Івана Мазепи — за вагомий внесок у вшанування пам’яті жертв геноциду Українського народу — Голодомору 1932-1933 років в Україні, подвижницьку діяльність, спрямовану на висвітлення правди про Голодомор.[1]